# L'avventuriero di Venezia
L'avventuriero di Venezia (Volpone) è un film del 1941 diretto da Maurice Tourneur, basato sulla commedia teatrale Volpone (Volpone or The Fox) di Ben Jonson.

## Trama
Per vendicarsi dei creditori, che lo avevano fatto gettare in prigione, il levantino Volpone trama una vendetta diabolica. Si serve del parassita Mosca, con cui condivideva la prigione, per far credere alla gente di essere in punto di morte e che lascerà i suoi beni al suo migliore amico, senza moglie né figli. Manipolandoli a sua volta, Mosca fa balenare l'eredità agli avidi che circondano Volpone. Alla fine, è il disinvolto e cinico Mosca, designato erede, a intascare il denaro.

## Produzione
Il film fu prodotto dall'Île de France Film. Venne girato dal 23 marzo al 18 aprile 1940 nei Paris Studios Cinéma di Billancourt.

## Distribuzione
Distribuito dalla A.Z. Distribution, il film venne presentato in prima a Parigi il 10 maggio 1941 con il titolo originale Volpone. Negli Stati Uniti, ebbe una distribuzione sottotitolata a cura della Siritzky International Pictures Corporation e venne presentato a New York il 26 dicembre 1947.